# Perilitus tuberculatus
Perilitus tuberculatus är en stekelart som beskrevs av De Saeger 1946. Perilitus tuberculatus ingår i släktet Perilitus och familjen bracksteklar. Inga underarter finns listade i Catalogue of Life.